# Tubiluchus troglodytes
Tubiluchus troglodytes är en djurart som tillhör fylumet snabelsäckmaskar, och som beskrevs av Todaro och John F. Shirley 2003. Tubiluchus troglodytes ingår i släktet Tubiluchus och familjen Tubuluchidae. Inga underarter finns listade i Catalogue of Life.